# Eupromerella clavator
Eupromerella clavator är en skalbaggsart som först beskrevs av Fabricius 1801.  Eupromerella clavator ingår i släktet Eupromerella och familjen långhorningar. Inga underarter finns listade i Catalogue of Life.